# Jednota nemajetného a pokrokového studentstva
Jednota nemajetného a pokrokového studentstva (později jen Jednota pokrokového studentstva), zkratkou JNPS (JPS) byla česká levicová studentská organizace fungující v letech 1932 až 1938.

## Historie

### Vznik
V lednu 1932 zveřejnil profesor Zdeněk Nejedlý spolu s profesorem Františkem Krejčíkem Otevřený dopis studentům. Dopis vyšel v několika levicových novinách, například v Rudém večerníku, Rudém právu, Dělnické rovnosti či Levé frontě a mezi studenty sklidil velký ohlas. Dne 12. února 1932 se konala první veřejná schůze v Národním domě na Královských Vinohradech za účasti cca 500 studentů. Promluvil zde i senátor za KSČ Josef Haken.
Druhá veřejná schůze se konala 26. února 1932 na Slovanském ostrově a byl zde za účasti cca 400 studentů čten Otevřený dopis studentům. Hlavní projev zde měl František Jungmann, posluchač filosofie, který oznámil vytvoření přípravného výboru nové levicové studentské organizace. V přípravném výboru byl i student a první oběť fašismu v ČSR Emanuel Zahradníček.
K ustanovení JNPS pak došlo 11. března 1932 ve vinohradském Národním domě. Přítomen byl Zdeněk Nejedlý, František Jungmann i profesor FF UK J. B. Kozák. Stanovy však byly schváleny policejním ředitelstvím až v prosinci 1932, neboť Zemský úřad v Praze je odmítl schválit.
Členy JNPS byli kromě komunistů a politicky nezařazených studentů i členové sociální demokracie a národně socialistické strany. O prázdninách roku 1932 se konal první letní tábor JNPS ve Starých Hamrech, kde za účasti více než 100 studentů proběhly semináře o situaci mladé generace. Tyto letní tábory pořádala jednota až do roku 1938. Již na podzim 1932 uspořádala JNPS velký projev na Slovanském ostrově proti numeru clausu na vysokých školách. 
Jednota se vymezovala proti fašistickým náladám ve společnosti, zejména pak během tzv. Týdne fašistické mládeže, při kterém byl na Slovanském ostrově ubit student a člen JNPS Emanuel Zahradníček.

### Insigniáda
Do povědomí veřejnosti se Jednota nemajetných a pokrokových studentů dostala hlavně v souvislosti s tzv. Insigniádou - bojem o univerzitní insignie roku 1934. Jednota nemajetných a pokrokových studentů se proti snahám vedení Karlovy univerzity o získání insignií razantně stavěla. 24. listopadu 1934 proběhlo u Karolina shromáždění pravicových studentů, které přerostlo v pouliční bouře. Na straně jedné stáli čeští nacionalisté, zejména studenti, na straně druhé čeští příslušníci levice (zejména členové JNPS) a němečtí nacionalisté. 

### Útlum činnosti
Roku 1935 se v Praze vytvořila levicová Studentská fronta za demokratická práva, proti válce a fašisující reakci, kam se kromě JNPS zapojila i Kostufra, Sdružení sociálně demokratického studentstva, Spolek posluchačů filosofie a další. 17. prosince 1935 na valném shromáždění Komunistické internacionály mládeže byl změněn název JNPS na Jednotu pokrokových studentů. Díky sjednocení levicového a politicky neorganizovaného studentstva (Demokratický blok) získala levice ve volbách do fakultních spolků 1935 převahu. Hlavním cílem Demokratického bloku bylo zavedení poměrného volebního systému ve studentských spolcích. Podobný výsledek měl Demokratický blok i ve volbách do Ústředního svazu československého studentstva roku 1936 - po něm však ztratila JPS na významu. 
V květnu 1937 bylo založeno Československé souručenství na obranu míru, se kterým JPS aktivně spolupracovala. Pokrokoví studenti podporovali zahraniční politiku ČSR.

## Činnost
Hlavními body programu Jednoty nemajetného a pokrokového studentstva vytyčenými na schůzi programové komise 18. února 1932 se stal boj proti poplatkům za kolokvia na Filosofické Fakultě, proti vysokým cenám ve studentských domovech, proti zvýšení semestrálních poplatků na medicínské fakultě, proti rušení vysokých škol a za okamžité vyplacení stipendií.
JNPS pořádala letní tábory se semináři o hospodářském, politickém a kulturním stavu československé mládeže. Také vydávala časopis Blok a Nástup (případně spolkový časopis Zprávy JPS) a pořádala řadu kulturních akcí.
JNPS spolupracovala hlavně s levicovými stranami a organizacemi (sociální demokraté, národní socialisté a KSČ). Z fakultních spolků udržovala nejbližší kontakty se Spolkem posluchačů filosofie. Jako zajímavý příklad navázání kontaktů JNPS v zahraničí můžeme uvést zaslání projevu solidarity Židovskému spolku akademiků ve Varšavě v době, kdy byl v Polsku zaveden numerus clausus pro židovské studenty.